# Католицизм в Марокко
Католицизм в Марокко или Католическая церковь в Марокко является частью всемирной Католической церкви. Численность католиков в Марокко составляет около 23 тысяч человек (0,07 % от общей численности населения).

## История
Христианство на территории сегодняшнего Марокко появилось в начале II века. Большинство христианских епархий было образовано во время поздней Римской империи. С появлением ислама в 720 году христианские общины сократились до небольших размеров.
В 1219 году Франциск Ассизский направил сюда францисканцев Берарда, Отона, Петра, Аккурсия и Адъюта, которые приняли в Марракеше и Сеуте мученическую смерть. В 1225 году Святой Престол назначил священника Доминика из доминиканского ордена епископом для территорий, находящихся под властью Альмохадов. В 1226 году он был назначен епископом города Феса. В 1232 году епископ Доминик принял мученическую смерть от рук мусульман.
Первая католическая церковная структура была образована в Марракеше в 1234 году. Позднее стали появляться другие церковные структуры в Сеуте (1415 г.), Танжере (1471 г.) и Сафи (1487 г.).
В XIV—XVII веках в Марокко действовали монахи из монашеских орденов мерседариев и тринитариев, которые выкупали рабов и обращали их в католицизм.
В 1566 году была упразднена епархия Марракеша.
В 1630 году епархия Марокко была понижена до уровня апостольской префектуры. Её руководство было поручено францисканцам. После упразднения работорговли в Марокко в середине XVIII века численность католиков несколько увеличилась за счёт европейских торговцев и моряков.
В 1908 году римский папа Пий X возвысил статус апостольской префектуры Марокко до уровня апостольского викариата. В 1923 году папа Пий XI учредил два апостольских викариата: Танжера на территории испанского протектората и Рабата на территории французского протектората. 14 сентября 1955 года и 14 ноября 1956 года апостольский викариат Танжера и апостольский викариат Рабата, соответственно, были преобразованы до статуса архиепархий с подчинением Святому Престолу.
В 1976 году Святой Престол назначил нунция в Марокко с резиденцией в Рабате.
19 августа 1985 года Касабланку посетил Римский папа Иоанн Павел II.

## Структура
Структура Римско-Католической церкви в Марокко состоит из двух архиепархий:
- Архиепархия Рабата;
- Архиепархия Танжера.

Организационно архиепархии Рабата и Танжера входят в Конференцию католических епископов Северной Африки.

## Источник
- Католическая Энциклопедия, т. 3, изд. Францисканцев, М., 2007, стр. 194—195, ISBN 978-5-91393-016-3